# NGC 3650
NGC 3650 (другие обозначения — UGC 6391, MCG 4-27-31, ZWG 126.43, PGC 34913) — спиральная галактика (Sb) в созвездии Льва. Открыта Льюисом Свифтом в 1886 году.
Галактика удалена на 60 мегапарсек. Она наблюдается практически точно с ребра и обладает сильной, хорошо различимой пылевой полосой. Её диск незначительно искривлён. Балдж имеет арахисоподобную форму.
Этот объект входит в число перечисленных в оригинальной редакции «Нового общего каталога».